# Aphantolana costaricensis
Aphantolana costaricensis là một loài chân đều trong họ Cirolanidae. Loài này được Brusca & Iverson miêu tả khoa học năm 1985.